# Benno Wiss
Benno Wiss (Dietwil, 13 luglio 1962) è un ex ciclista su strada svizzero. Tra i dilettanti fu vincitore di diverse gare e dell'argento olimpico nella cronosquadre a Los Angeles 1984; fu poi professionista dal 1984 al 1986.

## Carriera
La sua prestazione più significativa tra i dilettanti fu la medaglia d'argento ai Giochi Olimpici di Los Angeles 1984 nella cronometro a squadre su strada; nell'occasione i suoi compagni di nazionale erano Alfred Achermann, Richard Trinkler e Laurent Vial. Nel 1983 fu anche medaglia d'argento di specialità ai Campionati del mondo. Vinse inoltre numerose gare di categoria quali il Circuit Franco-Belge, il Gran Premio di Lugano e il Giro dei Sei Comuni.
Tra i professionisti gareggiò dal settembre 1984 a fine 1986 con il team francese La Vie Claire, cogliendo tre successi, tutti nella stagione 1985. Nel 1986 un infortunio lo costrinse ad abbandonare la carriera.

## Palmarès
- 1983 (Dilettanti)

Stausee Rundfahrt
1ª tappa Circuit Franco-Belge
Classifica generale Circuit Franco-Belge
- 1984 (Dilettanti)

Gran Premio di Lugano
Giro dei Sei Comuni - Mendrisio
Stausee Rundfahrt
1ª tappa Circuit Franco-Belge
Classifica generale Circuit Franco-Belge
4ª tappa Tour de l'Avenir
5ª tappa Tour de l'Avenir
Giro del Mendrisiotto
- 1985

GP Kanton Zürich
5ª tappa Danmark Rundt
13ª tappa Tour de l'Avenir

## Piazzamenti

### Competizioni mondiali
- Giochi olimpici

Los Angeles 1984 - Cronosquadre: 2º